# Kevin O'Halloran
Kevin O'Halloran (n. 3 martie 1937, Katanning⁠(d), Australia de Vest, Australia – d. 5 iulie 1976, Kojonup⁠(d), Australia de Vest, Australia) a fost un înotător ce a reprezentat Australia, medaliat olimpic. A participat la o ediție a Jocurilor Olimpice (1956) în care a câștigat două medalii de aur.